# Bill Tytla
Vladimir Peter « Bill  »Tytla (25 octobre 1904 – 30 décembre 1968) fut l'un des premiers animateurs des studios Disney. Il est considéré par certains comme le meilleur animateur de personnages de l'« âge d'or de l'animation  » à Hollywood.[réf. nécessaire]
Il se fit remarquer en réalisant l'animation de Grincheux dans Blanche-Neige et les Sept Nains (1937) et de Chernobog dans la séquence Nuit sur le Mont Chauve de Fantasia (1940).

## Biographie

### Premières années
Vladimir Peter Tytla est né en 1904 à Yonkers dans l'État de New York de parents immigrants ukrainiens qui ont reconnu le talent de leur fils et l'ont encouragé. Lors de sa 9e année en 1914, Tytla visite Manhattan avec ses parents. Ils ont l'occasion d'assister à une représentation de Gertie le dinosaure, un spectacle de Winsor McCay mêlant vaudeville et animation.
Tytla suit les cours du soir de la New York Evening School of Industrial Design alors qu'il est encore au collège. En 1920, il trouve un emploi dans les studios d'animation Paramount à New York. Son travail consiste à écrire les cartes de visite, ce qui lui vaut le surnom de Tytla the Titler (en français «Tytla le titreur»).
Tytla fait ses premières armes d'animateur sur des courts-métrages d'après les comics strip Mutt and Jeff au studio de Raoul Barré dans le Bronx et Joy and Bloom Phable du studio de John Terry dans Greenwich Village. Ce dernier est le créateur du comics sur l'aviation Scorchy Smith, tandis que son frère Paul Terry est le fondateur des Terrytoons (fondé en 1929). Paul Terry engage Tytla vers 1925 pour travailler sur Aesop's Fables (lancée en 1921).
Durant trois années, il reçoit un très bon salaire pour son emploi d'animateur, lui permettant de faire vivre sa famille. La nature très simpliste des dessins animés de l'époque ne satisfont pas Tytla qui rêve d'être un grand artiste. Il reprend ses études à l'Art Students League of New York sous la direction de Boardman Robinson.

### Voyage en Europe
En 1929, il part pour l'Europe avec quelques amis d'école pour étudier la peinture à Paris. Il y étudie en plus la sculpture auprès de Charles Despiau. On attribue à cette expérience le rendu du poids et de la tridimensionnalité dans son œuvre. Ce voyage lui permet de voir les chefs-d'œuvre des grands maîtres européens. À la suite de cela, Tytla aurait détruit ses créations car il ne supportait pas d'être « second ».
Tytla revient aux États-Unis avec à l'esprit l'envie de devenir un grand maître de l'animation grâce à ses connaissances sur l'art. Durant son séjour en Europe, les courts-métrages sont devenus sonores, ce qui leur a donné un regain d'intérêt et un besoin de nouveaux animateurs de talent. Paul Terry lui offre un emploi dès son retour et Tytla y rencontre Art Babbitt qui devient un ami proche et son camarade de chambre. Babbitt quitte Paul Terry pour travailler avec Walt Disney en raison d'un travail plus intéressant et de meilleures conditions. Art insista pendant deux ans auprès de Bill pour qu'il vienne à Hollywood mais ce dernier ne souhaitait pas abandonner sa famille et un emploi avec un bon salaire durant la Grande Dépression.

### Début chez Disney
En 1934, Tytla accepte enfin de travailler pour Disney et s'envole pour Hollywood, bien qu'il soit moins payé que chez Terrytoons. Il fait partie des animateurs débauchés des studios newyorkais par Disney dans les années 1920 et 1930 comme Dick Huemer, Ben Sharpsteen, Ted Sears, George Stallings et Burton Gillett. En 1935, Tytla travaille durant sa période d'essai sur trois courts-métrages :
- Carnaval des gâteaux, une Silly Symphony sortie le 25 mai 1935. Tytla supervise l'animation des personnages en pain d'épices et la lutte entre les gâteaux-anges et les gâteaux-démons.
- Mickey pompier, un dessin animé sorti le 3 août 1935 avec Mickey Mouse, Dingo et Donald Duck en pompiers tentant de sauver Clarabelle Cow d'une maison en flammes. Clarabelle est animée par Tytla.
- Cock o' the Walk, une Silly Symphony sortie le 30 novembre 1935. Tytla anime dans ce court-métrage son premier « gros » personnage, un énorme taureau dansant la carioca. Grim Natwick, créateur de Betty Boop note à propos de Tytla : « Bill s'installe au-dessus de sa planche à dessin tel un vautour géant protégeant son nid empli d'œufs d'or; c'était un travailleur intensif - avide, nerveux et absorbé… les planches de dessins-clés étaient entaillés par les coups de pinceaux passionnés qui perçaient des trous dans le papier. » [5]

Son travail est remarqué par Walt Disney qui réalise l'ampleur des compétences de Tytla. En conséquence, les responsabilités et le salaire de Tytla augmentent. Tytla et Babbitt deviennent deux des artistes les mieux payés et partagent une résidence - une maison de Tuxedo Terrace avec femme de ménage. Tytla continue toutefois à envoyer de l'argent à sa famille et achète un terrain de 607 000 m² pour sa famille à East Lyme dans le Connecticut. Babbitt lance à cette époque les cours du soir d'analyse de l'action et demande à Don Graham d'être le professeur. Tytla est un fervent participant de ces classes qui ont été associées à l'amélioration de la qualité des dessins animés de cette période.

### Les longs-métrages chez Disney
Tytla est l'un des premiers animateurs assignés à travailler sur Blanche-Neige et les Sept Nains (1937). Tytla et Fred Moore doivent concevoir et définir les personnalités des sept nains. Tytla d'après John Canemaker serait l'auteur de la célèbre scène de misogynie de Grincheux lorsqu'il est embrassé par Blanche-Neige, suivi d'un réchauffement de son cœur et d'un bref sourire alors qu'il s'éloigne. Les sentiments de Grincheux sont dépeints simplement par de la pantomime : uniquement des expressions faciales, des mouvements corporels et le temps de réaction. D'après Frank Thomas et Ollie Johnston, il a été choisi pour superviser l'animation du film au côté de Norman Ferguson, Hamilton Luske et Fred Moore en raison de sa « capacité à reproduire les émotions des personnages ».
Un soir de 1936, lors d'un cours du soir de Don Graham, une jeune actrice et mannequin de 22 ans venue de Seattle et nommée Adrienne le Clerc pose devant les animateurs dont Tytla. Elle est impulsive, possède un tempérament volcanique mais avoue « mon verre était à moitié rempli d'enthousiasme, le sien à moitié de ses propres doutes. Nous étions toutefois absolument le yin et le yang. » Ils se marient le 21 avril 1938.
Après la sortie de Blanche Neige le 21 décembre 1937, Tytla est assigné à l'animation de Stromboli pour Pinocchio (1940). Il réalise là un personnage imposant et cruel qui reste l'un des plus méchants de Disney.
Au début de 1938, Tytla anime le personnage de Yensid, le vieux magicien de la séquence L'Apprenti sorcier dans Fantasia (1940). Mais Tytla est surtout connu pour l'animation de Chernobog, le démon d'Une Nuit sur le Mont Chauve. Il est souvent noté que Chernabog est inspiré de l'acteur Béla Lugosi que Walt avait engagé pour réaliser les scènes de références en prises de vues réelles. Toutefois, Tytla avait sa propre vision du personnage ; il n'appréciait pas l'interprétation de Bela et avait demandé à Wilfred Jackson de faire les scènes de références. Cette scène utilise toutes les techniques de la pantomime et est considérée comme l'apogée de la carrière de Tytla en même temps que son chef-d'œuvre dans l'animation de la personnalité des personnages.
En 1938, Tytla anime pour le court-métrage Le Brave Petit Tailleur avec Mickey Mouse, le personnage de Willie le géant, qui est aussi bête qu'il est grand. Ce personnage devient selon Ollie Johnston et Frank Thomas le modèle de tous les géants de l'industrie de l'animation pour le comique de personnalité. Ce court-métrage est nommé aux Oscars 1939 mais est battu par Ferdinand le taureau, un autre dessin animé de Disney dirigé par Dick Rickard et animé par Milt Kahl et Ward Kimball.
En 1940, Tytla est fatigué d'animer des personnages imposants et demande à travailler sur l'éléphant Dumbo du film-éponyme (1941). Il réalise la scène de la jeunesse de Dumbo basée sur son propre fils, Peter alors en bas âge. Dumbo est joyeux, plonge et fait des bulles dans une bassine, joue à cache-cache entre les jambes de sa mère. Tytla anime aussi une scène à l'opposé de la précédente, lorsque Dumbo rend visite à sa mère en prison et que l'éléphanteau monte sur sa trompe.

### La grève chez Disney
Alors que Blanche-Neige avait généré de gros bénéfices, les films suivants n'arrivaient pas à gagner assez d'argent, principalement à cause de la Seconde Guerre mondiale qui faisait rage en Europe et annulait près de 50 % des revenus de la société. Ces pertes forcèrent Disney à réduire ses effectifs mais aussi à revoir à la baisse les augmentations de salaire et les primes et brisa l'impression de sécurité d'embauche.
Tandis que des animateurs importants tels que Tytla et Babbit étaient payés rapidement, ils étaient tous informés des faibles salaires des assistants et des gens de la production. Babbit s'était donné pour tâche de payer son assistant de sa propre poche mais il fut licencié en 1941 pour ses activités syndicales, le studio n'ayant alors aucun syndicat.
Peu de jours après le licenciement de Babitt, 300 employés des studios Disney firent grève. Ce fut la première grève du studio avec pour revendication l'autorisation de représentation par des syndicats. À la surprise de Walt, Tytla rejoignit les grévistes et l'expliqua ainsi :« J'étais pour les syndicats d'entreprise et j'étais en grève car mes amis l'étaient aussi. J'étais un sympathisant de leurs idéaux mais je n'ai jamais voulu faire quoi que ce soit contre Walt. » La grève dura plus de deux mois et produisit une si grande fracture qu'elle modifia en profondeur l'histoire de l'animation aux États-Unis. Au moment où la grève prit fin, les États-Unis entrèrent dans la Seconde Guerre Mondiale et cela marqua la fin de l'âge d'or de l'animation à Hollywood.
Tytla revient au studio mais, d'après Adrianne Tytla, « il y avait trop de tension et d'électricité dans l'air. Avec Vladimir, tout était instinctif et intuitif, et là les vibrations étaient mauvaises. ». En raison des problèmes économiques du studio, les tâches apportaient moins de défis. Dans Saludos Amigos (1942), Tytla anima Pedro (un bébé avion) et José Carioca. Il réalisa en 1942 ses derniers portraits chez Disney édités en 1943, une sorcière et un éducateur nazi dans le court-métrage Education for Death et l'affrontement climatique entre une pieuvre géante et un aigle américain dans Victoire dans les airs.
La sensation de Tytla de ne pas être le bienvenu dans les studios, l'absence de défis dans son travail, la lutte de sa femme depuis trois ans contre la tuberculose, la peur d'une attaque du Japon et son désir de vivre dans sa ferme du Connecticut semblent être les raisons qui ont motivé sa décision de poser sa démission ; ce qu'il fait le 24 février 1943 et qu'il avoue avoir regretté durant les 20 années suivantes.

### Travail dans d'autres studios
Après son départ des studios Disney en 1943, Tytla retourne brièvement chez Terrytoons. Il y a été nommé réalisateur du court-métrage  The Sultan's Birthday (1944). Il quitte ce studio peu de temps après mais resta pour le reste de sa carrière au poste de réalisateur.
Il est engagé par les Famous Studios, une division de Paramount Pictures et travaille sur plusieurs courts-métrages. Il s'inspire de sa propre fille Tammy pour les séquences des séries Petite Lulu et Little Audrey (Tammy deviendra une artiste et une photographe sous le nom de Tamara Schacher-Tytla).
Il quitte les Famous Studio au début des années 1950 pour le studio Tempo Productions, fondé en 1946 par David Hilberman (en) et Zack Schwartz, tous deux anciens collègues de Tytla chez Disney : Hilberman était directeur artistique sur Bambi et Schwartz sur l'Apprenti sorcier. Ils avaient été parmi les fondateurs de United Productions of America mais ils vendirent leurs parts à leur associé Stephen Bosustow (en). La société Tempo Productions tenta de vivre en produisant des films éducatifs mais le marché était trop limité pour elle. Jack Zander (en), le responsable du département animation de Transfilm Inc. qui produisait des publicités pour la télévision approcha Tempo pour réaliser des publicités animées. Pour leur premier contrat, Tempo réalisa les premières publicités en animation pour le cigarettier Camel. Parmi ses clients, Tempo compta les marques Standard Brands (en), Plymouth, National Dairy Association, Tide et D. L. Clark Company (en). Zack Schwartz quitta la société vers 1948-1949 mais les contrats se poursuivaient et Hilberman décida d'élargir son équipe ce qui fut en partie fait avec Tytla nommé directeur du département publicité.
Le dessin très carré de ce travail frustra Tytla mais il réalisa du bon travail dont des animations en volume. Cette période de la carrière de Tytla reste peu connue même avec le retour en grâce de l'animation traditionnelle à la fin des années 1980, voire oubliée. Cet état de fait est peut-être en partie dû à la mise à l'écart du studio Tempo durant le Maccarthisme dans les années 1950, en raison du syndicalisme de plusieurs employés.
Tytla fit une brève visite à ses anciens collègues de Disney en 1954 mais à la différence de Babbitt, il avait été prié de la faire afin de le prendre en photo avec Walt à l'orée du nouveau défi de l'entreprise avec Disneyland. Il écrivit en décembre 1954 à Marc Davis : « Quel super moment j'ai passé, cela m'a fait énormément de bien. »

### Dernières années
Ensuite Tytla fut employé à diriger des séries d'animation. Il est crédité pour certains épisodes de quatre séries différentes :
- Popeye (10 septembre 1956 –1963).
- Deputy Dawg (en)(5 septembre 1959 – 1972).
- Matty's Funday Funnies (en)(avec Beany et Cecil (en) par Bob Clampett, 11 octobre 1959 – 1962).
- The New Casper Cartoon Show (1963 – 1969).

Il prit aussi le temps de créer un dernier court métrage pour Terrytoons, First Flight Up (1962). 
Son dernier travail avec de l'animation fut The Incredible Mr. Limpet (1964), une comédie mêlant animation et prise de vue réelle dirigée par Arthur Lubin et comme héros un poisson joué par Don Knotts. Toutefois durant ce temps Tytla tomba malade et une grande part de son travail a été complété par Robert McKimson, Hawley Pratt et Gerry Chiniquy, tous trois plus connu pour le travail sur les Looney Tunes.
Peu après ce travail Tytla eu plusieurs petites attaques qui le rendirent aveugle de l'œil gauche. Le 13 août 1967, la veille de l'exposition mondiale Expo de Montréal une soirée était consacrée à l'animation et comprenait une projection de Dumbo en « Hommage Aux Pionniers ». Tytla y fut invité mais s'inquiétait qu'on ne se souvienne pas de lui. À la fin du film, les présentateurs annoncèrent la présence d'un grand animateur et après que le projecteur se fut enfin braqué sur lui le public éclata dans « un grand épanchement d'amour. Ce fut l'un des grands moments de sa vie »[réf. nécessaire] comme se le rappelle John Culhane.
Tytla essaya de revenir chez Disney. Une lettre datée du 27 août 1968 du vice-président des Walt Disney Productions W.H. Anderson rejeta son offre pour l'animation classique avec ces mots : « Nous avons juste assez d'animation pour nos équipes actuelles. » Et encore le 11 octobre 1968, trois mois avant sa mort, le directeur Disney Wolfgang Reitherman répondit aux éléments envoyés par Tytla en expliquant « e suis désolé de dire que vos idées de scénarios ne correspondent pas à notre programme actuel. Nous avons pas oublié que vous souhaitiez revenir animer ici aux studios, mais… toutefois nous pouvons juste garder notre présente équipe d'animateur occupée… soyez assuré que vous avez de nombreux amis ici aux studios qui font pression pour vous ».
Vladimir Tytla est décédé le 30 décembre 1968 dans sa ferme à l'âge de 64 ans.

## Filmographie

### Chez Disney
- Carnaval des gâteaux, une Silly Symphony sortie le 25 mai 1935
- Mickey pompier, sorti le 3 août 1935.
- Cock o' the Walk, une Silly Symphony sortie le 30 novembre 1935
- Broken Toys, une Silly Symphony sortie le 14 décembre 1935
- Blanche-Neige et les Sept Nains (1937)
- Le Brave Petit Tailleur (1938)
- Pinocchio (1940)
- Fantasia (1940)
- Dumbo (1941)
- Education for Death (1943)

### Chez Terrytoons
- First Flight Up (1962)

### Chez Famous Pictures
- Série Petite Lulu.
  - Snap Happy (22 juin 1945).
  - Bored of Education (1er mars 1946).
  - A Scout with the Gout (24 mars 1947).
  - Super Lulu (21 novembre 1947).
- Première série Popeye.
  - Service with a Guile (19 avril 1946).
  - Rocket to Mars (9 août 1946).
  - The Island Fling (27 décembre 1946).
  - Popeye Meets Hercules (18 juin 1948).
  - Tar with a Star (12 août 1949).
  - Jitterbug Jive (23 juin, 1950).
- Deuxième série télévisée Popeye (10 septembre 1956 –1963).
- Série Herman Mouse & Henry Rooster. (Herman sera plus tard dans la série Herman et Katnip).
  - Sudden Fried Chicken (18 octobre 1946).
- Série Little Audrey.
  - The Lost Dream (18 mars 1949).
  - Song of the Birds (18 novembre 1949).
  - Tarts and Flowers (26 mai 1950).
  - Goofy Goofy Gander (18 août 1950).
- Série Herman Mouse seul.
  - Campus Capers (1er juillet, 1949).
- Série Casper et ses amis
  - Casper's Spree Under the Sea (27 octobre 1950).
- Série télévisée The New Casper Cartoon Show (1963 – 1969).
- Autres courts-métrages pour Noveltoons (en).
  - The Wee Men (8 août 1947).
  - The Bored Cuckoo (9 avril 1948).
  - The Mite Makes Right (15 octobre 1948).
  - Hector's Hectic Life (19 novembre 1948).
  - Leprechaun's Gold (14 octobre 1949).
  - The Voice of the Turkey (13 octobre 1950).
- Série télévisée Deputy Dawg (5 septembre 1959 – 1972).
- Série télévisée Matty's Funday Funnies (avec Beany et Cecil par Bob Clampett, 11 octobre 1959 – 1962).
- The Incredible Mr. Limpet (1964)